# ايمانويل أورتيز
ايمانويل أورتيز (بالإنجليزية: Emmanuel Ortiz)‏ هو شاعر أمريكي، ولد في 1974.